# Szybowisko

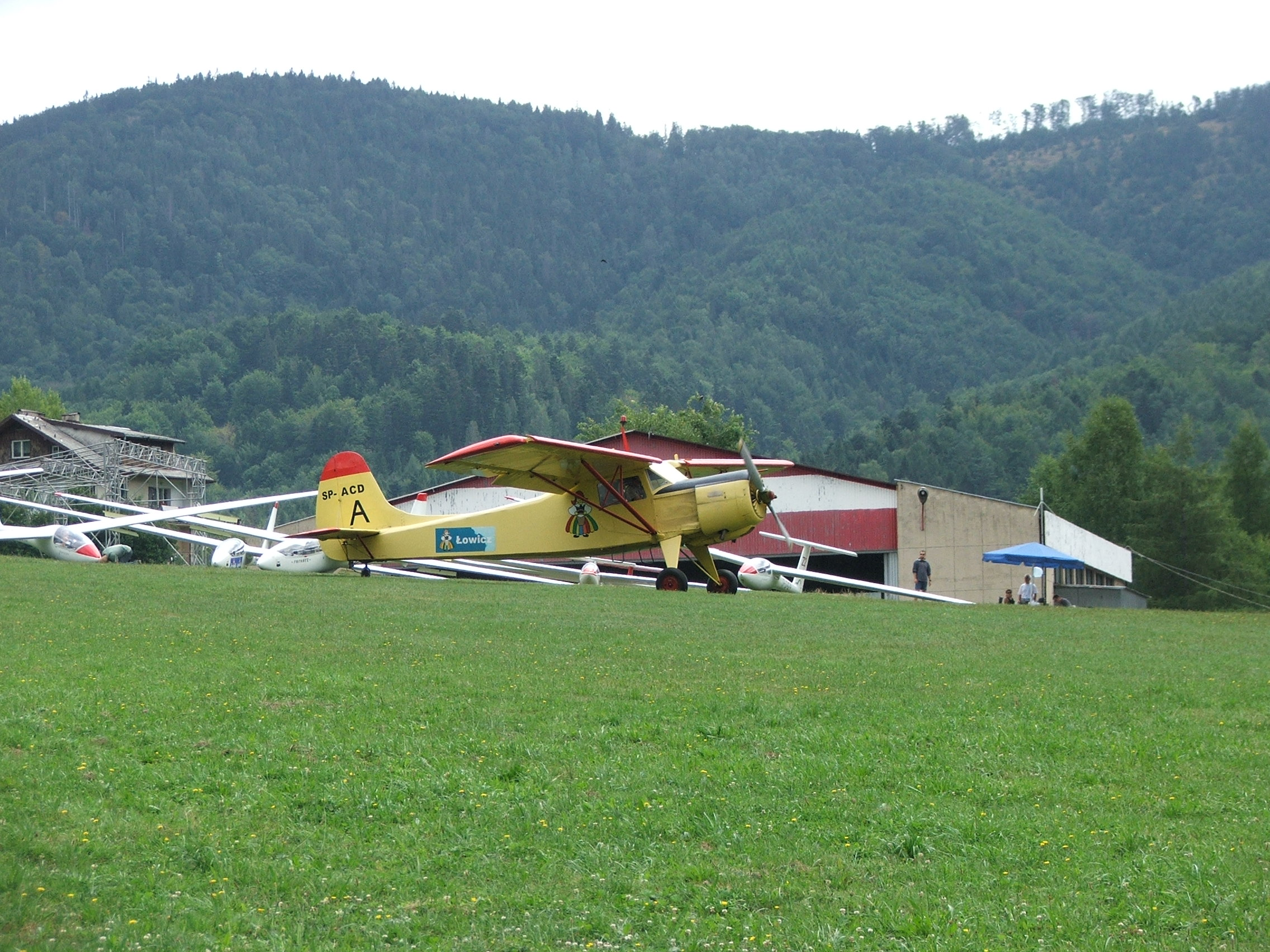
Szybowisko Żar

Szybowisko – lotnisko przeznaczone do startów i lądowań szybowców. Mogą z niego korzystać także lekkie samoloty pasażerskie. Kluczową rolę przy wyborze miejsca na szybowisko odgrywają warunki terenowe i termiczne, które w jak największym stopniu powinny sprzyjać lotom na  szybowcach.
Przed II wojną światową najbardziej znane polskie szybowiska znajdowały się w Bezmiechowej Górnej i Ustjanowej Górnej.
W okresie powojennym największymi szybowiskami stały się Leszno, Lisie Kąty, Żar, Jeżów Sudecki.